# Girls band

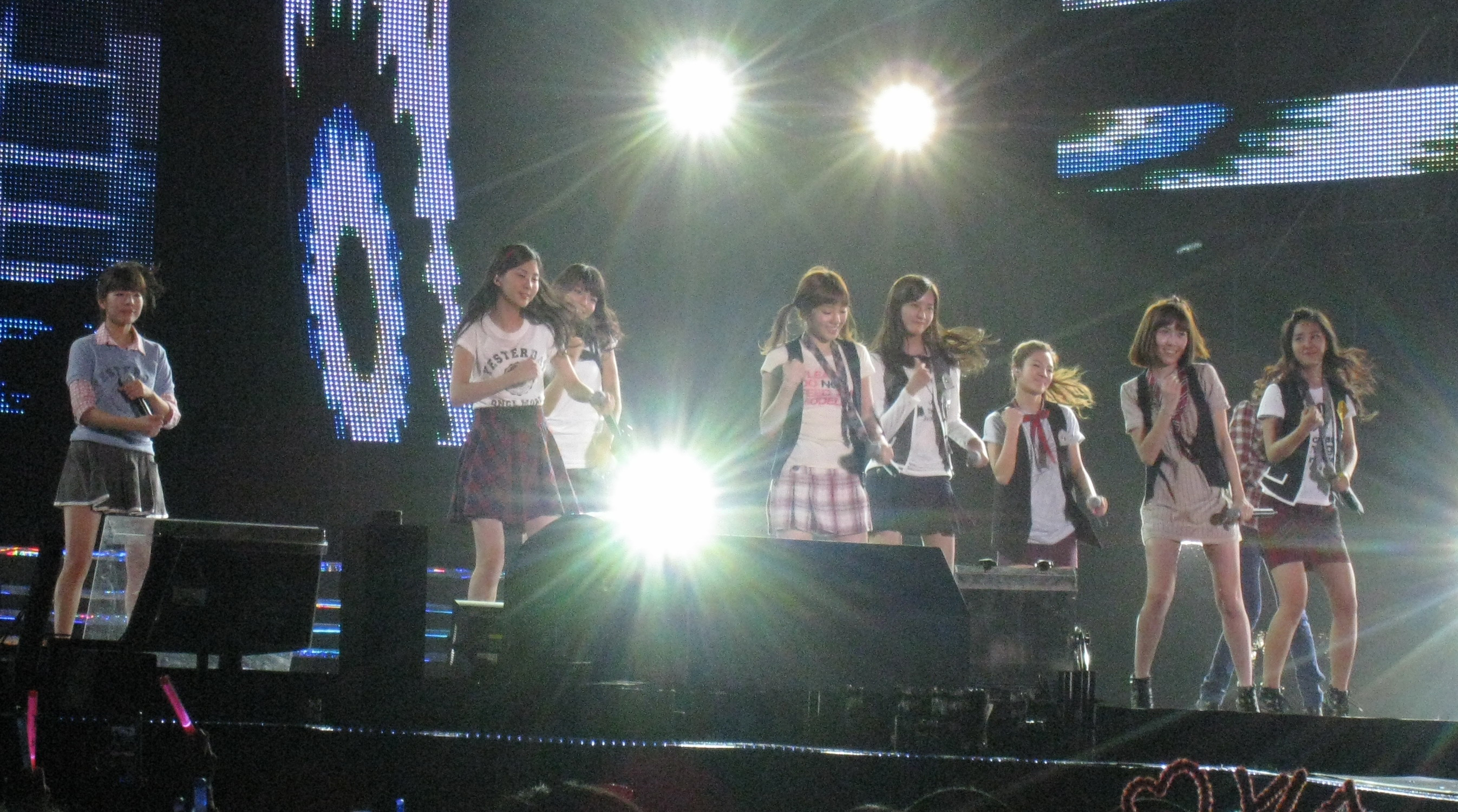
Girls’ Generation, 2009

Girls band (girlsband, także girl group) – młodzieżowy, żeński zespół wokalny muzyki pop.
Utwory wykonywane przez girls bandy są skierowane do nastoletniej młodzieży. Girls bandy przeważnie tworzone są od podstaw przez producentów wybierających kandydatki w czasie przesłuchań. Nazwa grupy, jak i prawa autorskie do piosenek zwykle należą do producenta. Na sukces grupy pracuje sztab fachowców: kompozytorów, autorów tekstów, projektantów mody, choreografów, stylistów itp. oraz specjalistów z dziedziny public relations i marketingu. Członkiniom grup często tworzy się fikcyjne osobowości. Wymaga się też od nich dyscypliny i podporządkowania producentom. Praca w tego typu grupach jest intensywna – zwykle jest to napięty program koncertów oraz innych wydarzeń medialnych, w których idole mają obowiązek brać udział – wszystko nastawione na osiągnięcie maksymalnej popularności i sprzedaży płyt w celu osiągnięcia jak największych zysków.

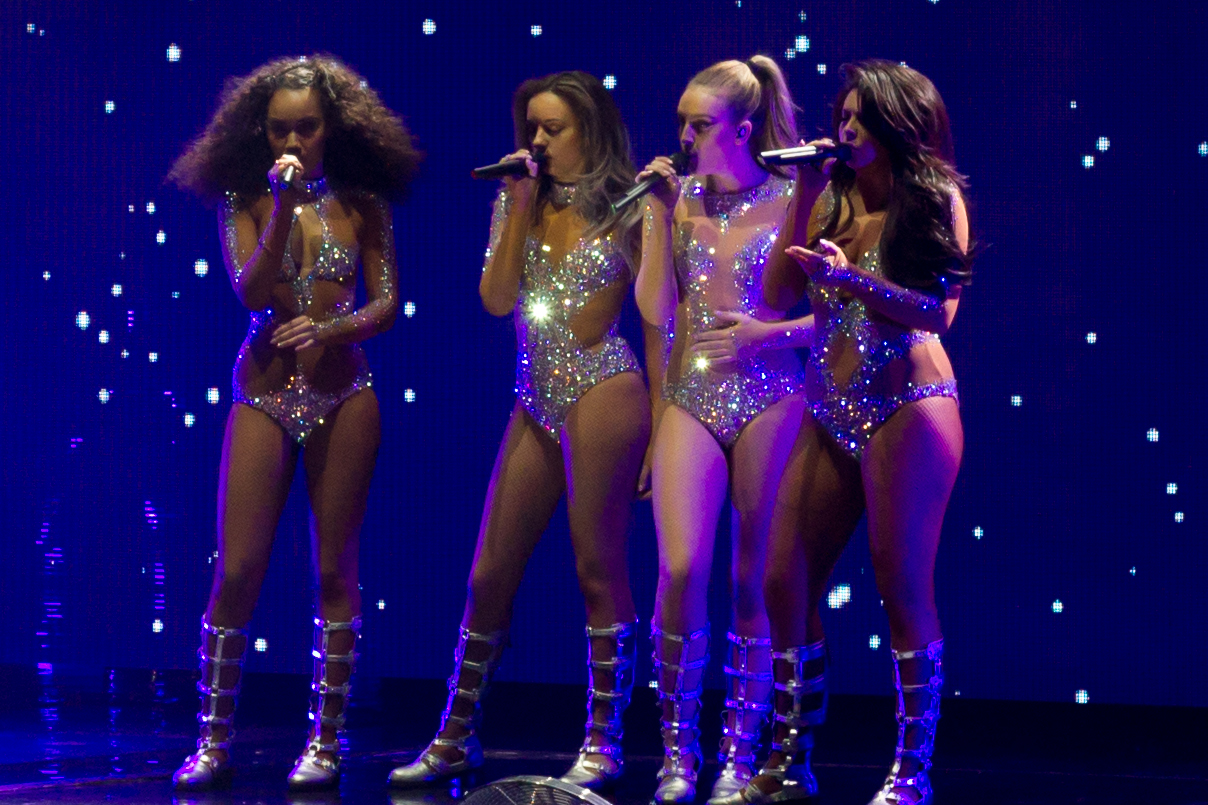
Little Mix, 2016 (Get Weird Tour)

Uważa się, że objawy uwielbienia i tworzenie zjawisk medialnych wokół girls bandów są sztucznie kreowane i podsycane. Po pewnym okresie, kiedy popularność girls bandu spada, zwykle znika on z rynku i jest zastępowany przez kolejne grupy.
Girls bandy zaczęły powstawać w USA w wyniku kampanii rozpoczętej pod koniec lat 50. XX w. przez Barry’ego Gordysa, założyciela wytwórni Motown Records, choć większość z nich rozpadała się po jednym przeboju.
W odróżnieniu od zespołów wokalnych określanych jako girls band, grupy muzyczne złożone wyłącznie z kobiet, których członkinie są również instrumentalistkami, określane są jako all-female band.